# Catocala adultera
Catocala adultera — вид метеликів з родини еребід (Erebidae).

## Поширення
Вид поширений в Північній та Східній Європі, в Сибіру, Монголії та на Далекому Сході. Трапляється в Україні.

## Опис
Розмах крил сягає від 73 до 80 міліметрів. Передні крила на верхній стороні світло-сірі з буруватим відтінком та малюнком із контрастних темних смуг та ліній. Зубчасті лінії з чорною облямівкою. Задні крила рожево-червоні з чорною вигнутою серединною перев'яззю та ширшою чорною крайовою. Крайова облямівка світла, широка. Груди та черевце сірого кольору.

## Спосіб життя
Імаго літають із середини липня до середини вересня. Вони активні у нічний час доби. Вдень ховаються у дуплах або на корі дерев. Личинки харчуються листям осики (Populus tremula).